# Hurmuz Aznavorian
Hurmuz Aznavorian (1888-1961) a fost un avocat armean, rudă a lui Charles Aznavour, autor de studii juridice, publicist și conferențiar public.

### Educația
S-a născut la 26 martie 1888 la Trebizonda (astăzi Trabzon), un oraș din N-E Turciei, situat pe malul Mării Negre, și s-a refugiat, împreună cu familia, când nu împlinise încă 10 ani, la Constanța, din cauza persecuțiilor la care erau supuși armenii acelor timpuri de către sultanul Abdulhamid al II-lea, persecuții care aveau să culmineze în 1915 cu genocidul armenilor.
A crescut într-o familie numeroasă, având încă cinci frați, iar după moartea tatălui, în 1902, a fost nevoit să înceapă șă își procure mijloacele necesare dând meditații unor copii și colegi mai înstăriți. Ajuns în România, țara sa adoptivă, Hurmuz Aznavorian urmează școala primară și gimnaziul la "Mircea cel Bătrân", apoi pleacă la București, unde este elev al Colegiului Sf. Sava, avându-l ca profesor favorit pe cunoscutul scriitor Ion Adam. Clasele superioare le termină la colegiul "Sf. Sava" din București, luând bacalaureatul cu dinstincție în anul 1910, după care se înscrie la Facultatea de Drept a Universității din București, unde a obținut licența în anul 1913.

#### Serviciul militar și Marele Război
Își întrerupe studiile pentru efectuarea serviciului militar și participarea la războiul balcanic din 1913. A efectuat serviciul militar la regimentul 21 de Infanterie din București, iar ulterior a fost transferat la regimentul 34 de Infanterie din Constanța. În timpul celui de-al doilea război Balcanic ia parte ca ofițer de rezervă la luptele de la Balcic.
După războiul Balcanic, Hurmuz Aznavorian, ajutat de câteva familii mai înstărite ale căror copii fusese meditați de el, a plecat la Paris, pentru a-și da doctoratul. La Paris, concomitent cu studiile juridice, a urmat cursurile libere ale filosofului Henri Bergson, precum și cursurile profesorului de sociologie Émile Durkheim, de la Sorbona.
În timpul anilor de neutralitate a României (1914-1916) din timpul Primului Război Mondial, Hurmuz Aznavorian militează pentru intrarea României în război de partea Antantei, corespondând cu ziarul "Viitorul" prin numeroase articole și note care arătau situația frontului din Vest. În anul 1916 îi incită pe studenții români aflați la studii în Franța să se întoarcă în țară pentru a lupta în armata română (ziarul "Le Petit Parisien" din 29 august 1916 îl menționează pe Hurmuz Aznavorian ca secretar general al Comitetului franco-român).
Odată cu declarația de intrare în război a României - 28 august 1916 - Hurmuz Aznavorian, împreună cu ceilalți studenți români, solicită guvernului francez repatrierea pentru a-și face datoria de români. Ajung astfel în țară, ocolind Anglia, Suedia, Polonia și Rusia. Îndată după sosire Hurmuz Aznavorian este mobilizat în aceeași unitate cu care luptase în 1913. Ia parte la luptele dintre Neajlov și Argeș, dar spre sfârșitul lui noiembrie 1916 este luat prizonier, vreme de doi ani, de armata germană la Turtucaia și este închis în lagărul din Haskovo (Bulgaria), îmrepună cu George Topîrceanu, Florea Stănculescu și alții.
Frații săi, Garabet și Karekin, au murit în timpul luptelor de la Mărășești, fiind îngropați la Socola, în cimitirul eroilor români. În anul 1926, la cererea familiei, rămășițele pământești ale fraților săi sunt exhumate de Societatea Cultul Eroilor și transportate la Brăila pentru reînhumare.
După terminarea războiului și repatriere, Hurmuz Aznavorian a fost decorat, împământenit și i s-a acordat cetățenia română.

#### Reîntoarcerea la Paris
În  august 1918, după eliberarea din lagăr, tânărul Hurmuz Aznavorian se înapoiază la Paris unde își susține examenele de doctorat în Drept în fața celebrului profesor de drept comercial, Percerou.
În anul 1919, Ion I.C. Brătianu sosește la Paris, pentru a susține interesele României la conferința de pace, însoțit de o importantă delegație de diplomați, istorici și juriști. Este remarcat de profesorul Eftimie Antonescu, cel care conducea delegația română la Conferința de pace de la Versailles, și este numit secretar al acesteia. În această calitate a redactat rapoarte despre ocupația germană din țară, a identificat cimitirele soldaților români duși de germani în Alsacia și Lorena, și a fost trimis la Fiume și în Dalmația pentru a relata despre situația locală în urma conflictului italo-iugoslav din 1919.

### Revenirea în țară. Cariera de avocat
După obținerea titlului strălucit de doctor în Drept la facultatea din Paris, în 1920, Hurmuz Aznavorian se înapoiază în țară și se  devine, în 1921, secretar în cabinetul unei celebrități a baroului bucureștean, maestrul Nicolae Al. Papadat (soțul Hortensiei Papadat - Bengescu). A colaborat la mai multe reviste de specialitate și în special la "Pandectele Române" sub conducerea lui Constantin Hamangiu, remarcabil jurist, scriind interesante adnotări la hotărârile judecătorești care au fixat regulile de drept controversate.
Ulterior, pledează pe cont propriu în mai multe cauze, dintre care unele, ca de pildă cazul Păltineanu-Lăzărescu și cazul Gaetan (menționate în Biblioteca marilor procese), aveau să-i deschidă marea carieră de avocat.
În domeniul avocaturii, Aznavorian a impresionat în mod deosebit prin stilul său spontan, având o pregătire remarcabilă, dublată de talent oratoric și de inteligență ascuțită.
Hurmuz Aznavorian s-a căsătorit, în anul 1922, cu domnișoara Victoria Seni din Constanța și a dus o viață familială exemplară. Din această căsătorie s-a născut fiica, Rodica Renee, în anul 1925.

#### Intrarea în Politică
Foarte apreciat de I.Gh.Duca, Aznavorian s-a lansat la îndemnul acestuia în politică. A făcut parte, împreună cu Aurelian Bentoiu, Georgel Gheorghiu și alții, din gruparea "Păreri libere" care continua linia lui I.G. Duca. Cu privire la această situație, Rodica,  fiica lui Hurmuz Aznavorian relata într-un interviu că: Tata era foarte tânăr când Ion G. Duca l-a solicitat pentru a ocupa un post de ministru adjunct la justiție. Tata îl adora pe Duca, dar a refuzat spunându-i că i se pare imoral ca un om născut în afara țării, de neam străin, să ajungă să participe la conducerea ei: "Există destui români de valoare. Nu e nevoie de mine." 
S-a înscris în Partidul Liberal în 1930, constituind, împreună cu alți colegi, grupul de stânga al partidului. A fost deputat ales din partea Partidului Național Liberal în 1933 și a activat în Parlament până în 1937, aducând o importantă contribuție la viața parlamentară. A fost ales, împreună cu alți juriști, să redacteze Codul Penal, începând din 1934. Ținându-se seama de contribuția sa, a fost propus să-l prezinte (Codul Penal) și să-l susțină în Parlament (1937) alături de profesorul Vintilă Dongoroz.
Imediat după susținerea noului Cod Penal în fața deputaților și aprobarea sa, Hurmuz Aznavorian se retrage din viața politică, determinat fiind de lichidarea regimului parlamentar și intrarea în vigoare a Constituției lui Carol al II-lea prin care se instaura o dictatură personală a acestuia.
Democrat convins, se află printre cei dintâi oameni politici români care iau poziție hotărâtă împotriva dictaturii lui Carol al II-lea, printr-un articol publicat în ziarul "Curentul", al cărui director era Pamfil Șeicaru. Articolul intitulat "Interpretarea legilor" a fost incisiv, el acuzând excesul de servilism birocratic în aplicarea dispozițiilor legale în modul cel mai obedien cu putință față de puterea politică, călcându-se în picioare înaltele principii de drept și de morală, care stau la baza civilizației și a culturii europene.
Pentru publicarea acestui articol, ziarul "Curentul" a fost suspendat pentru câteva zile.

### Epoca comunistă. Moartea.
Pledează până în anul 1947, când este exclus din Barou, reproșându-i-se în special zelul depus în 1946 în procesul miniștrilor antoneșcieni vinovați de dezastrul țării. Aceștia erau de fapt recunoscuți tehnocrați ca Mircea Cancicov, Ion Fințescu, Mircea Vulcănescu etc.
La 15 august 1952 a fost arestat și trimis la muncă forțată la Canal. La ispășirea pedepsei, i s-a fixat, pentru un an, domiciliu obligatoriu în Bucovina. La 10 noiembrie 1957 a fost din nou arestat și acuzat de "uneltire contra ordinii sociale", acuzatorii având ca temei mai multe întâlniri sporadice a lui Hurmuz Aznavorian cu foștii colegi de la "Păreri libere" în scopul reorganizării partidului Național Liberal.
Procesul a avut loc în iulie 1958, este de subliniat că instanța a refuzat audierea martorilor.
Prin Sentința Penală nr. 661 din 21 iulie 1958, Tribunalul Militar București a considerat pe cei 15 inculpați de a se fi făcut vinovați de crima de uneltire contra ordinii sociale, acordându-i lui Hurmuz Aznavorian pedeapsa de 25 de ani temniță grea și 10 ani de degradare civică și confiscarea averii.
Torturat de Securitate, a trecut pe la închisorile Jilava, Văcărești, Galați. În noiembrie 1960 a ajuns la Penitenciarul Botoșani, unde a murit la 5 aprilie 1961, fiind aruncat într-o groapă comună.
După 38 de ani, în urma recursului în anulare declarat de procurorul general împotriva Sentinței penale pronunțate în 1958 de tribunalul Militar București, prin Decizia nr. 824 din 22 martie 1996, Curtea Supremă de Justiție - Secția Penală casează sentința penală nr. 661/1958, achită pe inculpați și înlătură pedeapsa complementară a confiscării totale a averii.